# Paratropeza lorentzi
Paratropeza lorentzi là một loài ruồi trong họ Tachinidae.